# 커트시

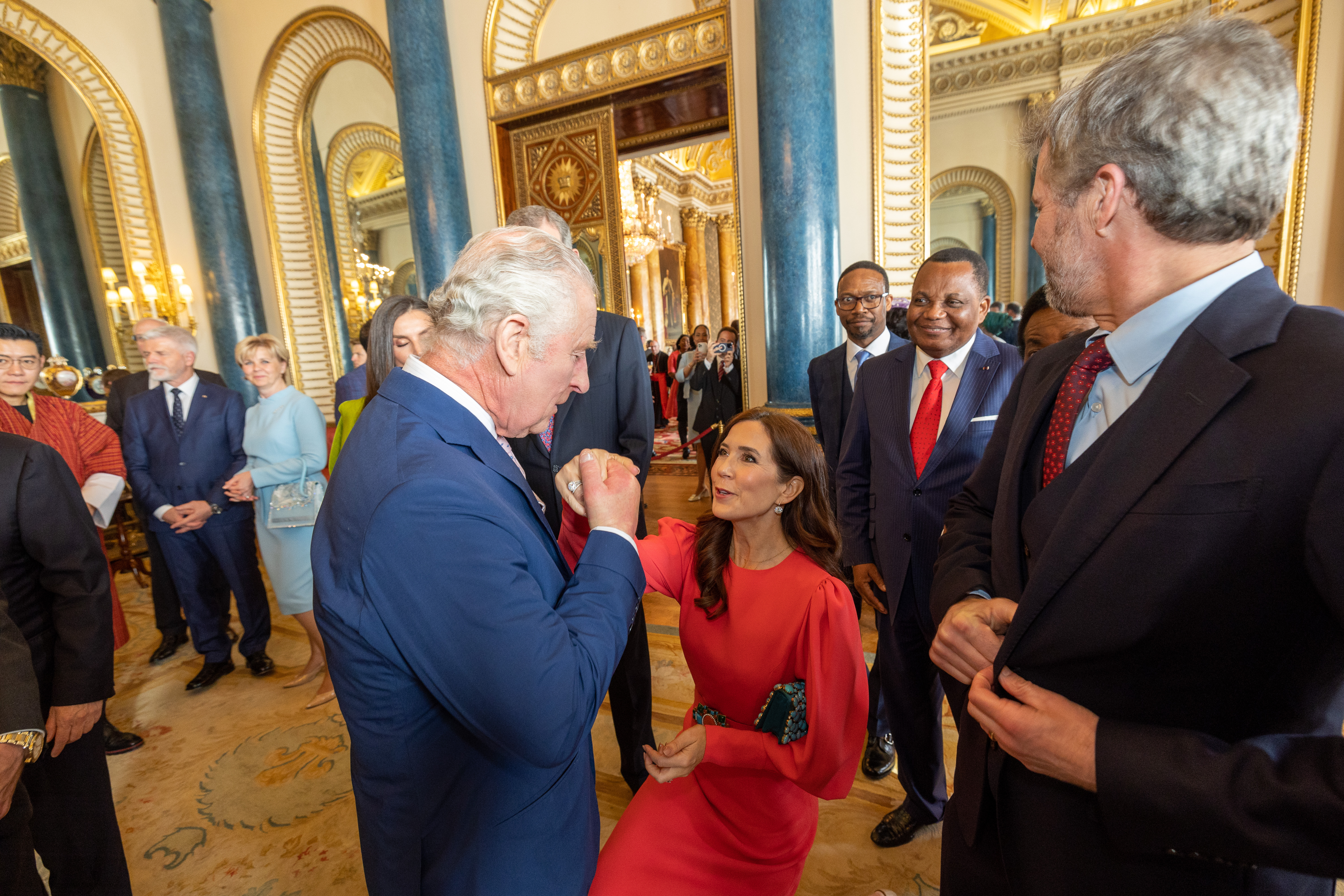
덴마크 왕비 메리 (당시 덴마크 왕세자비)가 2023년 5월 5일 찰스 3세에게 커트시를 하고 있다.

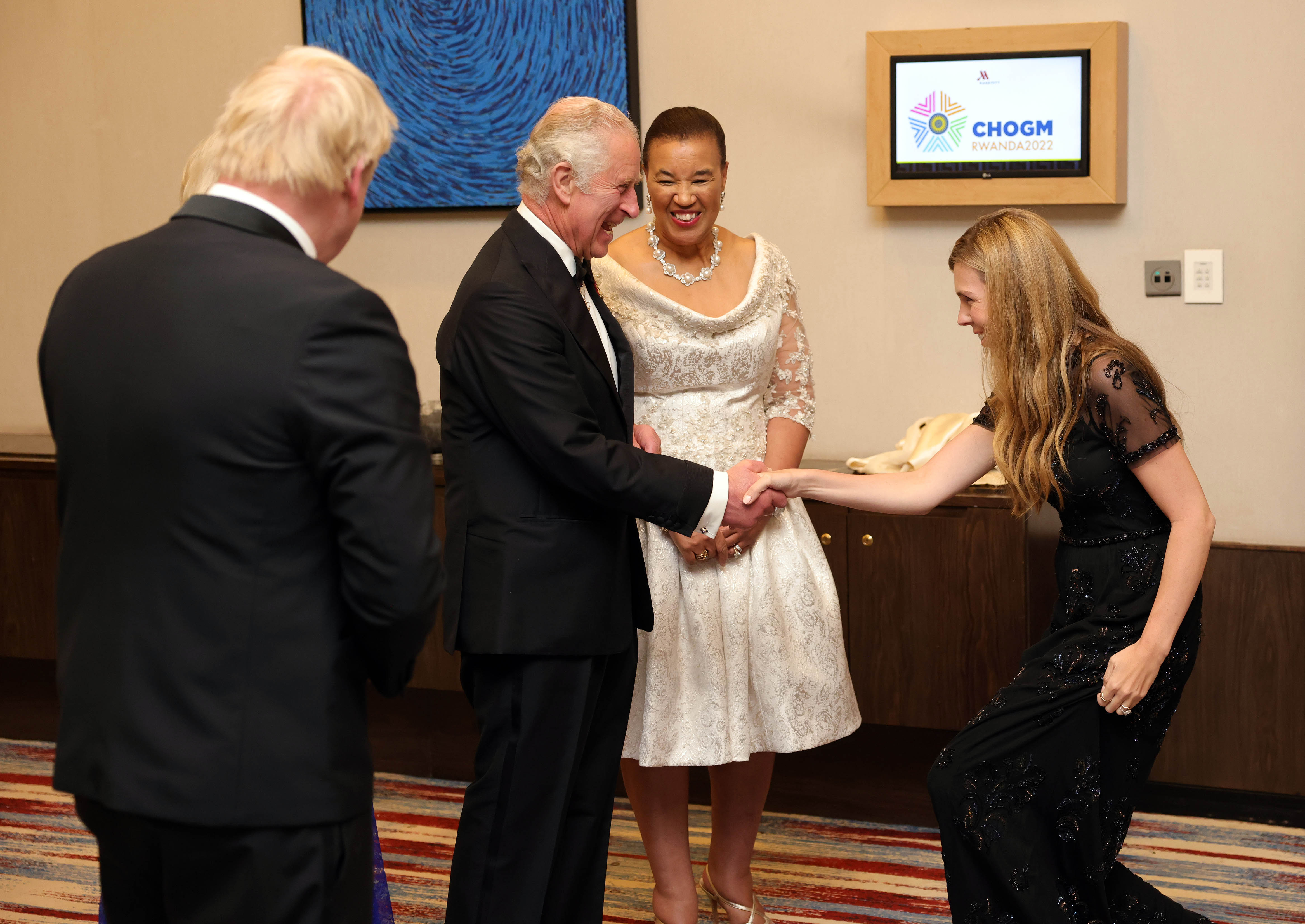
전 영국 총리 보리스 존슨의 아내 캐리 존슨이 2022년 웨일스 공 찰스에게 커트시를 하고 있다.

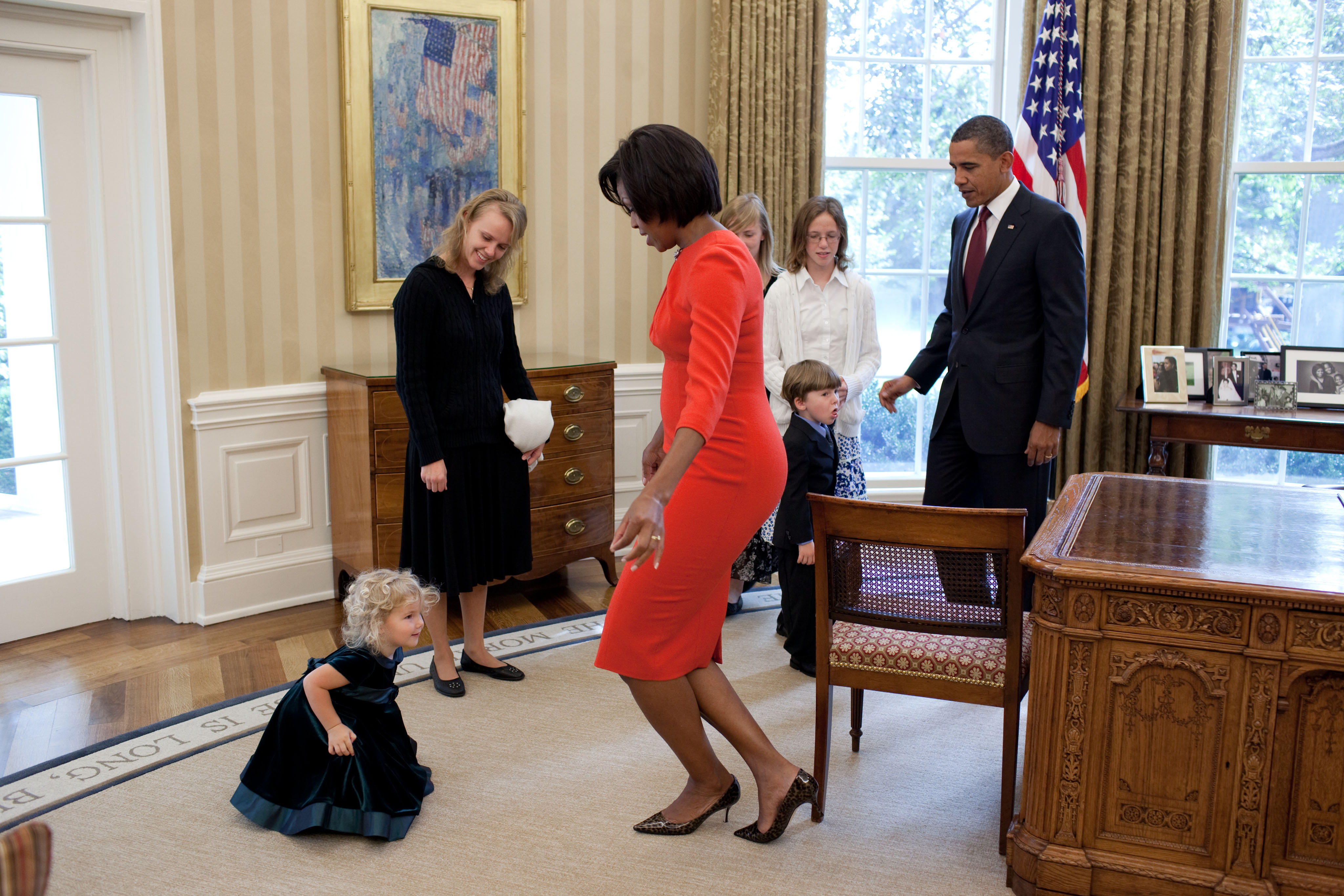
미셸 오바마와 한 소녀가 커트시를 하고 있다. 한쪽 다리를 다른 쪽보다 앞에 두고 두 다리 모두 굽혔다. 뒷다리의 발뒤꿈치는 위로 향해 있다. 뒷다리가 앞다리를 교차한다.

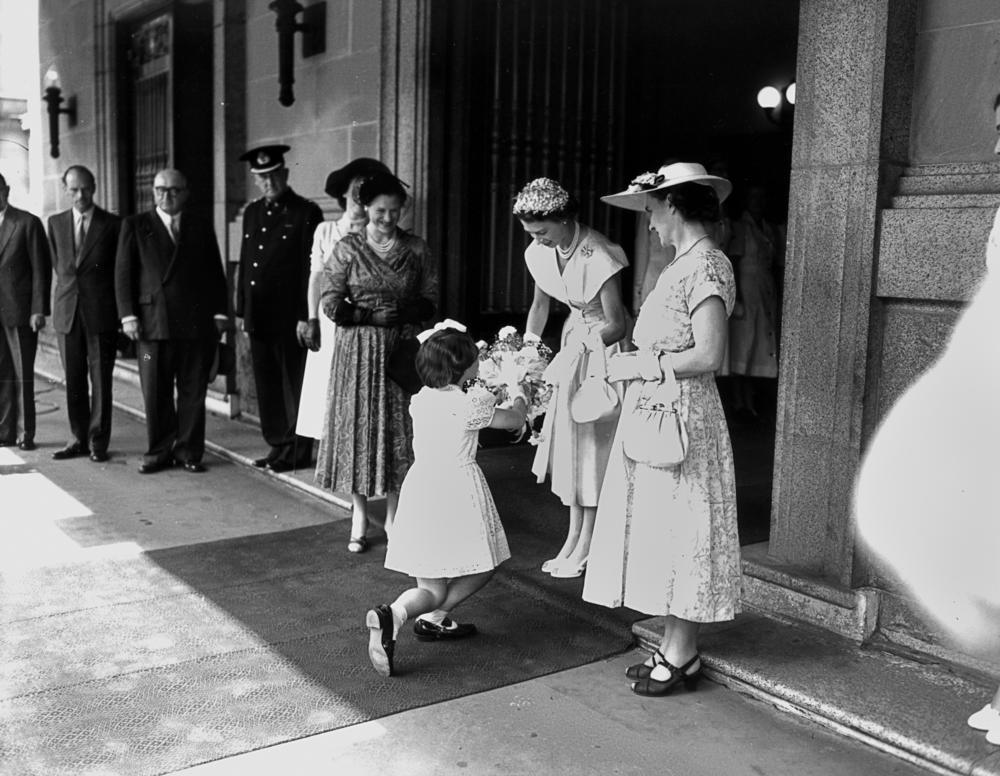
1954년 3월 브리즈번 시청 밖에서 엘리자베스 2세에게 꽃을 바치는 어린 소녀.

커트시(curtsy, curtsey, 흔히 'courtsey'로 오기)는 소녀나 여성이 머리를 숙이면서 무릎을 굽히는 전통적인 성별화된 인사 제스처이다. 서양 문화에서는 남성이 허리 굽혀 인사하는 것과 같은 여성의 동작이지만, 남성도 일부 교회에서 간단한 무릎 꿇기의 형태로 커트시를 하는 경우가 있다.
미스 매너스는 커트시의 무릎 굽히는 동작이 "하위자가 상위자에게 하는 전통적인 제스처"에서 유래했다고 설명한다. "커트시"라는 단어는 언어학에서 음절 축약으로 알려진 "courtesy"의 음운 변화이다.

## 개요
데즈먼드 모리스에 따르면, 17세기까지 커트시와 허리 굽히기에 관련된 동작은 유사했으며, 이후 동작 간의 성별 구분이 발달했다. 초기, 결합된 버전은 여전히 왕정복고 희극 배우들에 의해 공연된다.
커트시의 좀 더 격식 있는 변형에서는 소녀/여성이 무릎을 바깥쪽으로 (앞으로 곧게가 아니라) 굽히고, 종종 한 발을 뒤로 쓸어넘긴다. 또한 손으로 치마를 몸에서 떨어뜨려 잡을 수도 있다. 빅토리아 시대에는 여성들이 바닥까지 오는 후프 스커트를 입었을 때, 클래식 발레의 세컨드 포지션에서 빌려온 플리에 동작을 사용하여 커트시를 했다. 이 동작은 무릎을 구부리면서 등을 곧게 유지하는 것이다. 양 발과 무릎은 바깥쪽을 향하여 몸통이 곧게 아래로 내려가도록 한다. 이 방법을 통해 여성은 한쪽으로 기울어지지 않고 균형 있게 몸을 낮춘다.
전통적으로 여성과 소녀들은 남성과 소년들이 절을 하듯이 자신보다 사회적 지위가 높은 사람들에게 커트시를 했다. 오늘날 이러한 관행은 덜 일반적이다. 빅토리아 시대 법정에서는 커트시가 구애 가능성, 사회적 지위의 우위 또는 복종을 나타내는 신호로 사용되어 사회적 성공을 이루었다. 또한, 일부 여성 하인들은 고용주에게 커트시를 한다.
"텍사스 딥"은 텍사스 데뷔탕트가 행하는 극단적인 커트시이다. 젊은 여성은 발목을 교차하고 무릎을 굽히면서 몸을 낮추어 이마를 천천히 바닥으로 내린다. 몸을 낮추는 동안 에스코트의 손을 잡는다. 데뷔탕트의 머리가 바닥에 가까워지면 그녀는 머리를 옆으로 돌려 립스틱으로 드레스를 더럽힐 위험을 피한다.
일부 문화권에서는 여성이 바지나 반바지를 입었을 때도 커트시를 하는 것이 허용된다.

## 왕족
많은 유럽 문화권에서는 여성이 왕실 구성원 앞에서 커트시를 하는 것이 전통이다. 이때는 '궁정 커트시'라고 불리기도 하며, 종종 특히 깊고 정교하게 이루어진다.
엘리자베스 2세는 대관식 중에 커트시, 또는 반쯤 커트시이자 반쯤 목 인사를 에드워드 왕의 의자에 했다.
다이애나 비의 장례식에서 여왕은 공주의 관이 지나갈 때 반쯤 커트시를 하며 고개를 숙였다.

## 춤
여성 무용수들은 공연이 끝날 때 감사함을 표현하거나 관객의 박수에 응답하기 위해 종종 커트시를 한다. 발레 수업이 끝날 때도 학생들은 교사와 피아니스트에게 감사를 표하기 위해 커트시나 절을 한다. 빅토리아 시대의 춤 예의에 따르면, 여성은 춤을 시작하기 전에 커트시를 한다. 내셔널 댄스와 아일랜드 지그를 공연하는 여성 스코틀랜드 하이랜드 댄스 무용수들도 커트시를 한다(내셔널 댄스에서는 시작과 끝에, 아일랜드 지그에서는 끝에). 일부 여성 사교춤 무용수들은 비엔나 왈츠를 시작하기 전에 파트너에게 커트시를 한다.
또한 여성 스퀘어 댄스 무용수들이 춤을 추기 전에 남자 파트너에게 인사하는 방법으로 커트시를 하는 것이 일반적이며, 이때 남자 파트너는 절을 한다. 이 스퀘어 댄스 관행을 "파트너를 존경하라"고 부른다. 여성 클로깅 무용수들도 때때로 공연이 끝날 때 커트시를 한다.
피겨 스케이팅 대회나 쇼에서 여성 피겨 스케이터들이 공연이 끝난 후 커트시를 하는 것이 관례이다.

## 같이 보기
- 부분 스쿼트